# Априори
Априори (лат. a priori) је атрибут који се користи за закључивање или прихватање неког становишта (става, мишљења) на основу претпоставки које искуствено нису доживљене и емпиријски нису проверене, или уопште емпиријски нису проверљиве.